# Christine Aulenbrock
Cristina Aulenbrock (Bad Laer, 26 de marzo de 1992) es una jugadora de voleibol y voleibol de playa alemana. Bajo techo, milita en la segunda Bundesliga. En voleibol de playa, ganó varios títulos en campeonatos juveniles nacionales e internacionales. Desde 2009 también ha estado activa cambiando de pareja en la serie de torneos nacionales y en los campeonatos alemanes.

## Carrera

### Carrera en voleibol de salón
Comenzó su carrera con su hermana menor Carina en SV Bad Laer, con quien se convirtieron en campeones juveniles de Alemania C. Más tarde también jugó para el segundo equipo de la USC Münster. En 2009, el atacante externo se trasladó al VT Aurubis Hamburg II. De 2014 a 2016, Aulenbrock estuvo en la 2. Bundesliga Norte para DSHS SnowTrex Köln, con quien también se proclamó Campeona Universitaria de Alemania en 2015. De 2017 a 2022 jugó para los rivales de la liga VfL Oythe.

### Carrera en voleibol de playa
Desde 2004, participó en campeonatos juveniles regionales, nacionales e internacionales con varios socios. En 2007 se proclamó campeona alemana de la Sub-19 (con Anna-Lena Rahe) y la Sub-17 (con Alina Hellmich) así como vicecampeona de la Sub-18 (con Franziska Bentrup). Al año siguiente terminó quinta con Stephanie Koszowski en el Campeonato de Europa Sub-20 de San Salvo y con Isabel Schneider en el torneo Sub-18 de Loutraki  En el medio, se proclamó campeona de Alemania Sub-19 con Teresa Mersmann.
En 2009 tocó con Koszowski, Schneider y Katharina Schillerwein por primera vez en el Smart Beach Tour nacional y terminó novena. En Espinho se proclamó Campeona de Europa Sub-18 con Anna Behlen y en Alanya con Victoria Bieneck Campeona del Mundo Sub-19. En 2010, Aulenbrock/Schillerwein logró algunos resultados entre los diez primeros en el Smart Beach Tour y quedó noveno en el campeonato alemán. Además, Aulenbrock se proclamó subcampeona de Alemania en la Sub-20 con Behlen. Con Tillmann, ganó el Campeonato de Europa Sub-20 en Catania, mientras que el dúo fue eliminado temprano en la Copa del Mundo Sub-21. Con Bieneck, Aulenbrock hizo su primera aparición en el Circuito Mundial de la FIVB en el Abierto de Kristiansand.

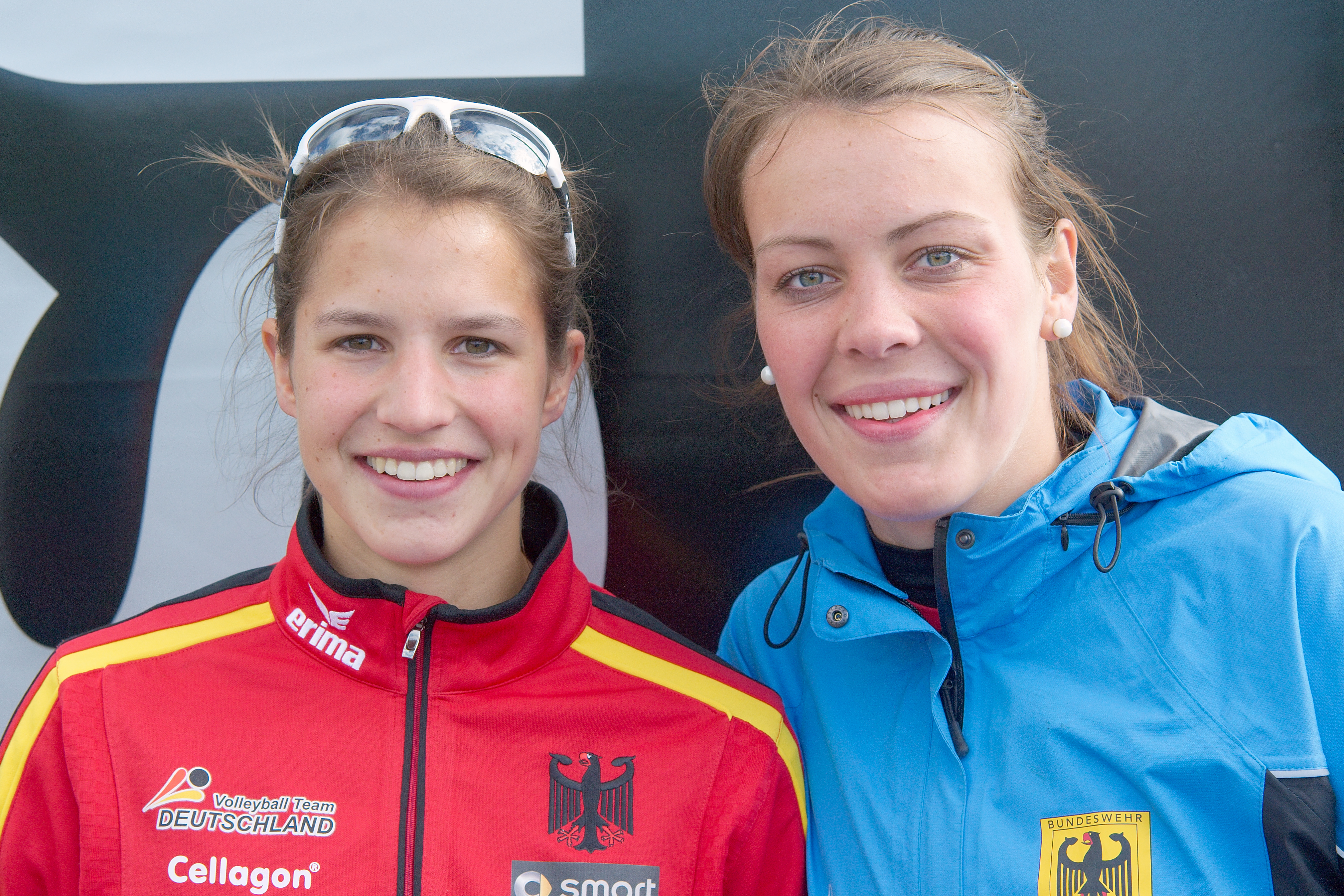
Aulenbrock y Chantal Laboureur en Munster en 2012.

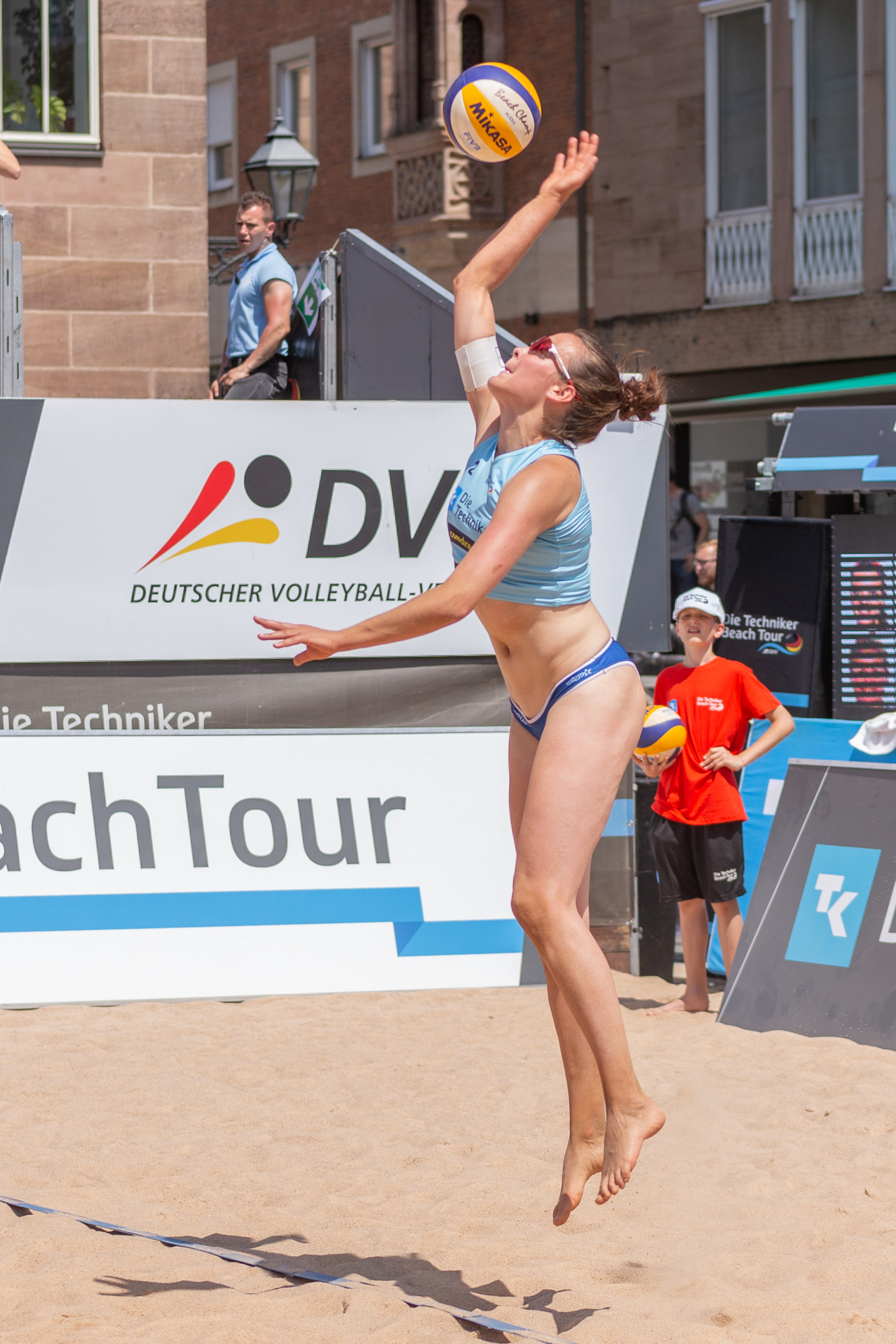
Aulenbrock realizando una jugada durante el Die Techniker Beach Tour en 2019.

En la serie de torneos nacionales de 2011, terminó cuarta en Heidelberg y Colonia con Chantal Laboureur y tercera en Essen con Schneider, antes de terminar novena en el campeonato alemán con Laboureur. Ganar el campeonato Sub-20 al lado de Behlen sumó otro título juvenil. Aulenbrock/Laboureur también jugó internacionalmente en los torneos satélite de la CEV en Baden y Geroskipou, donde terminaron noveno y séptimo. En el World Tour, Aulenbrock jugó con Geeske Banck en el Open de Quebec. A finales de agosto también fue quinta con Schneider en el Campeonato Mundial Sub-21 de Halifax.
En 2012, la dupla Aulenbrock/Laboureur se ubicó entre los cinco primeros varias veces en la serie de torneos nacionales y se perdieron por poco las semifinales en el campeonato alemán, también finalizando quintas. A nivel internacional, lograron un tercer puesto en el torneo Challenger en Seúl, mientras perdían en la cuota del país o en la ronda de clasificación en otros torneos de la FIVB. Con Bieneck, terminó tercera en el Campeonato de Europa Sub-23 en Assen y con Behrens nuevamente quinta en el Campeonato Mundial Sub-21 en Halifax.
En 2013, formó dúo permanente con Tillmann. A nivel nacional, Aulenbrock/Tillmann quedaron segundas en Norderney y Binz, entre otros. En el campeonato alemán terminaron séptimas. Consiguieron un quinto lugar en el Campeonato Mundial Sub-23 en Mysłowice y terminaron terceras en el Challenger en Seúl, quintas en el Open de Anapa y segundas en un torneo CEV en Rotemburgo del Néckar. Con Behlen, también terminó quinta en el Campeonato de Europa Sub-22 en Varna.

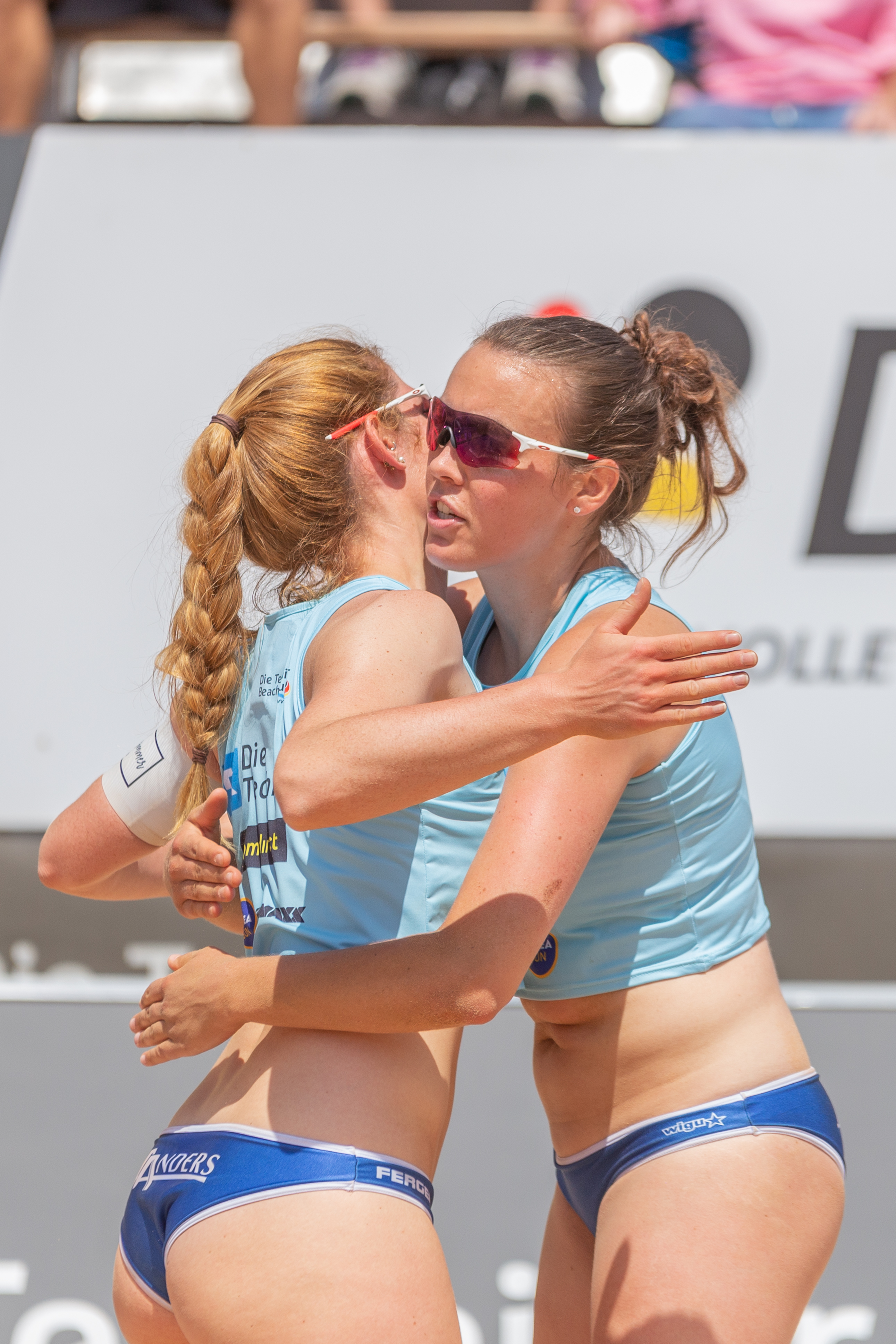
Aulenbrock celebrando con Sandra Ferger durante el Die Techniker Beach Tour en 2019.

A partir de 2014, se tomó un descanso de los deportes competitivos debido a problemas personales. Después de jugar solo un torneo menor con Anna Hoja en 2015, regresó a las arenas en 2016 junto a Sarah Schneider, quien también estaba en pausa. Su mejor resultado en el Smart Beach Tour fue un séptimo puesto en Kühlungsborn. En 2017, Aulenbrock nuevamente solo compitió en dos torneos de clase baja.
Ha formado dúo con Sandra Ferger desde el 2018. Aulenbrock/Ferger siempre estuvieron entre los diez primeros en el Techniker Beach Tour y lograron el cuarto lugar en Sankt Peter-Ording como su mejor resultado. En el campeonato alemán fueron eliminados en los octavos de final y terminaron noveno. En el Techniker Beach Tour de 2019 ganaron el torneo en Núremberg y siempre llegaron al menos en noveno lugar. Sin embargo, el campeonato alemán de 2019 terminó para ellos en la fase de grupos.
En 2020, Aulenbrock jugó en la liga de playa durante dos días como suplente de Tillmann. En el Comdirect Beach Tour 2020, Aulenbrock/Ferger se clasificaron para el campeonato alemán justo en el primer torneo en Düsseldorf y luego jugaron en el torneo de los mejores equipos. En los octavos de final de DM perdieron contra Borger/Sude. En la primera edición del German Beach Trophy en enero/febrero de 2021, quedaron terceras en la ronda principal de la final, que perdieron ante las austriacas Nadine y Teresa Strauss. En marzo también compitieron en la segunda edición del German Beach Trophy. A principios de septiembre alcanzaron el cuarto lugar en el campeonato alemán. En el German Beach Tour 2022, Aulenbrock/Ferger ganaron el torneo en Múnich después de dos quintos lugares en Düsseldorf.